# Калитин, Павел Петрович
Па́вел Петро́вич Кали́тин (1846—1877) — подполковник, командир 3-й дружины болгарского ополчения. Погиб в русско-турецкой войне (1877—1878), защищая Самарское знамя.

## Биография
Павел Калитин родился 30 августа 1846 года в Холме Псковской губернии. Воспитывался в Павловском военном училище, из которого в 1865 году был произведён в подпоручики в Оренбургский линейный батальон (впоследствии 1-й Туркестанский стрелковый батальон).
Вся недолгая жизнь Калитина протекла в боевой обстановке: в 1866—1868 гг. он участвовал в покорении Бухарского ханства, где особо отличился при штурме Ура-Тюбе, в 1873 г. — в покорении Хивского ханства, в 1875—1876 гг. — в покорении Кокандского ханства; все чины и награды он получил за боевые отличия, среди его наград наиболее заметны орден св. Владимира 4-й степени с мечами и бантом и золотая сабля с надписью «За храбрость».
Произведённый за отличие при штурме Махрама в подполковники, Калитин с началом русско-турецкой войны в 1877 г. по собственному желанию отправился на Дунайский театр и был назначен командиром 3-й дружины болгарского ополчения.
В бою при Ески-Загре, 19 июля 1877 года, турки яростно атаковали и потеснили дружины. Чтобы остановить их натиск, Калитин, будучи уже дважды легко ранен, решил перейти в наступление. Во время штыковой свалки был убит знаменщик 3-й дружины. Знамя, подаренное дружине городом Самарой, упало на землю, и к нему протянулись руки турок. Тогда Калитин соскакивает с коня, поднимает знамя и кричит своей дружине: «Ребята! Знамя наше с нами! Вперёд — за ним, за мной!». Воодушевленные им ополченцы ринулись вперёд, турки дрогнули, но в это время три пули пробили грудь Калитина, сидевшего на лошади со знаменем в руке.
С. И. Кисов писал: «Я и Попов были вблизи и бросились приподнять с земли нашего командира, он был уже мёртв… Между тем, передние ряды неприятеля уже перемешались с нашими и ещё раз с кликами „юрюшь!“ турки бросились к знамени… с нашей стороны раздалось несколько недружных в упор выстрелов… тогда штабс-капитан Попов крикнул „ура!“ и собравшиеся около него ополченцы, как один, бросились на турок, опрокинули их… Началось отступление; ополченцы, останавливаясь, отстреливались от наступавших по пятам турок. Из четверых, нёсших тело героя Калитина, трое … были убиты или ранены и были заменены другими, в момент, когда мы нагнали носильщиков были убиты ещё двое из них. Далее нести тело героя Калитина не было никакой возможности и потому было отдано приказание его оставить. Ополченцы осторожно опустили тело своего храброго командира на землю, сняли шапки и осенили себя крестным знамением; все вокруг из видевших эту трагическую сцену тоже творили молитву — таковы были боевые похороны и погребение героя Калитина».
Младший брат Павла Петровича Калитина, Пётр Петрович, принимал участие в Ахал-текинском походе Скобелева, во время Первой мировой войны командовал 1-м Кавказским армейским корпусом и был генералом от кавалерии, впоследствии — в эмиграции.

## Память
В болгарском городе Стара-Загора существовало общество запасных унтер-офицеров, которое в память Калитина называлось «Подполковник Калитин». В настоящее время там находится памятник и братская могила подполковнику Калитину, русским воинам и болгарским ополченцам. В честь подполковника Павла Калитина названо болгарское село Калитиново.
В городе Холм Новгородской области в июле 2007 года «от признательных потомков Болгарии» установлен памятник и памятная доска.
- Памятник в честь П. П. Калитина в Холме
- Мемориальная доска Калитину в Холме
- «Героическая смерть подполковника Калитина» (совр. картина)